# 킬링필드

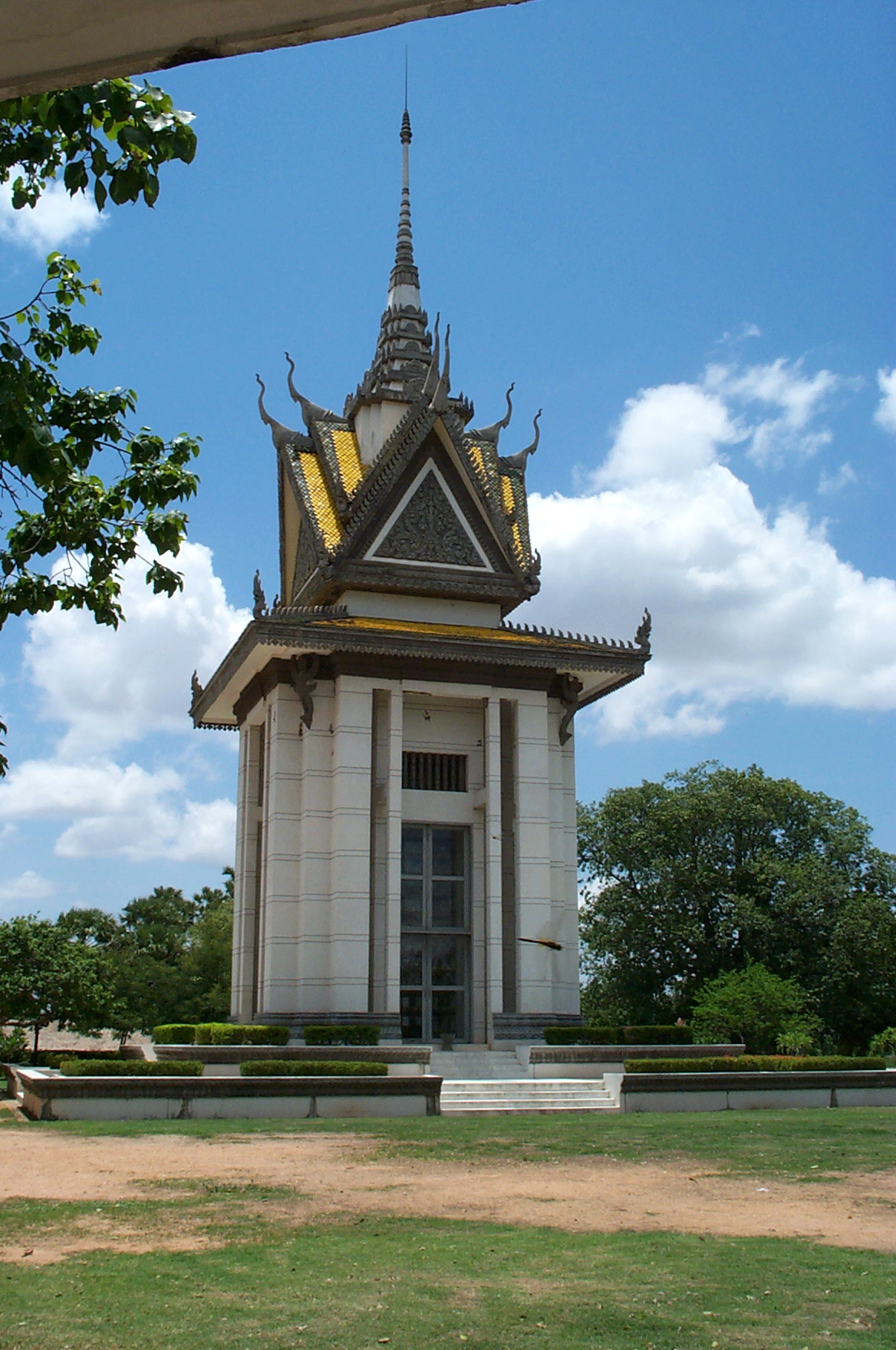
킬링필드 학살 사망자들의 유골로 채워진 위령 사리탑

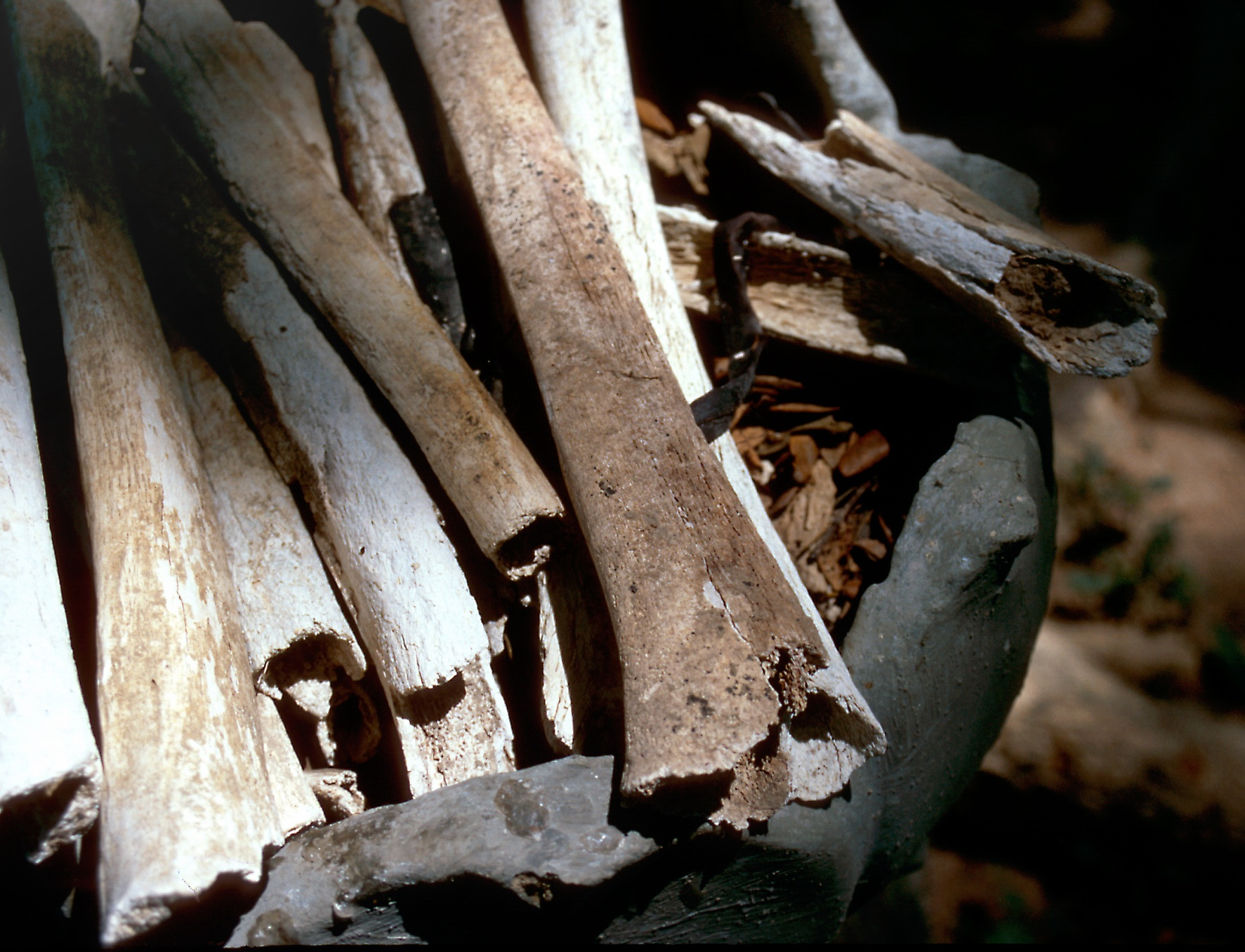
쯔응 아엑 킬링필드: 크메르루주 무장단체에게 학살된 어린 아이들의 뼈.

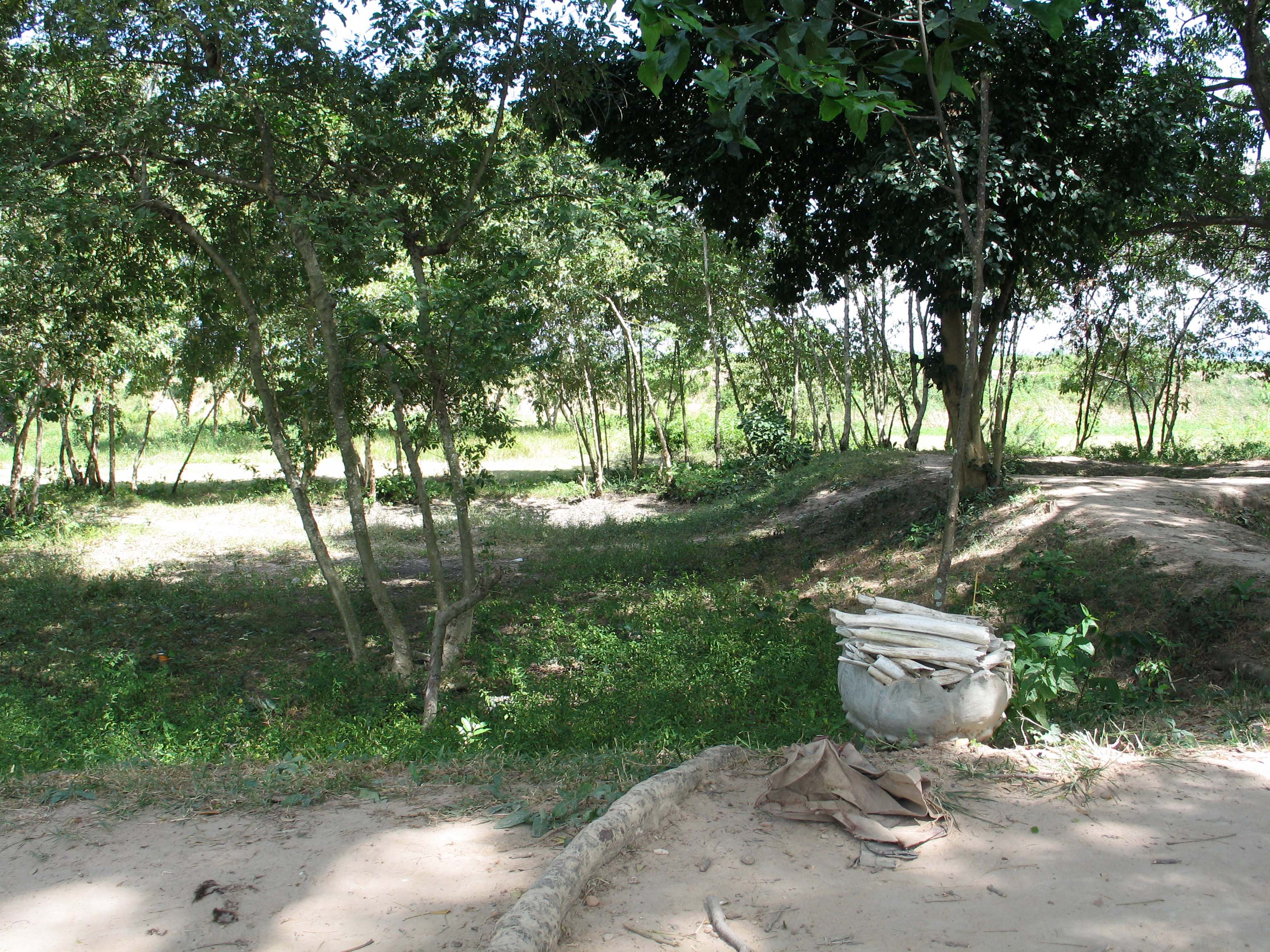
쯔응 아엑에 있는 공동묘지

킬링필드(크메르어: វាលពិឃាត [ʋiəl pikʰiət], 영어: Killing Fields)는 1975년에서 1979년 사이, 민주 캄푸치아 시기에 폴 포트가 이끄는 민주 캄푸치아의 준군사 조직 크메르 루주가 자행한 학살이다. 또한 이 때 죽은 시체들을 한꺼번에 묻은 집단매장지를 가리키기도 한다. 현재까지 20,000개 이상의 킬링필드가 발견 및 발굴되었다.
DC캠 매핑 프로그램과 미국 국무부 조사 결과 1,386,734명의 사망자가 발생했다고 발표했다. 크메르 루즈에 의한 사망자 수(병사한 사람과 굶어죽은 사람 포함해서)는 인구 800만명 중 170만명-250만명가량 되는 것으로 추정된다. 1979년 베트남의 침공으로 민주 캄푸치아는 종말을 고한다.
캄보디아의 저널리스트인 딧 프란은 "내가 독재정권을 탈출한 이후의 기간"이 킬링필드 시기라고 말했다. 1984년 영화 '킬링필드'는 딧 프란과 또다른 생존자 하잉 응고르가 겪은 일들을 보여준다.

## 배경
미국의 지원을 받던 크메르 공화국의 론 놀이 세력이 약해져 해외로 망명한 사이, 베트남 전쟁이 종결되고 수도 프놈펜에 크메르 루즈가 입성했다. 국명을 민주 캄푸치아로 개칭한 크메르 루즈는 혼란한 국내 상황을 타개하기 위해, 화폐제도의 폐지·도시 주민의 강제 농촌 이주 등의 극단적인 공산주의를 내세워, 기존의 산업시설을 모두 파괴하고, 기업인·유학생·부유층·구 정권의 관계자, 심지어 크메르 루즈 내의 친 미파와 친 월남파까지도 반동분자로 몰아서 학살했다. 이 사건 이후 캄보디아의 인구는 약 25% 급감했다.

## 희생자 수
근거있는 희생자 수가 나오기 전까지 120만 명이 살해되었다는 미확인 보도가 있다. 1980년 통계로는 200만 명이 희생된 것으로 파악되었으며, 1986년 발표된 보고서에 따르면, 610만 명의 국민이 희생되었다고 나온다. 보통 학자들은 집계되지 않은 사람과 이 시기에 기아로 사망한 사람의 수를 합하면 캄보디아 인구(당시 약 600만)의 1/3에 해당하는 200만 명에 달한다는 주장이 있으나, 이는 근거가 불확실하다.
다른 한편 크메르 루즈의 학살 희생자는 수가 과대 평가되었고, 1969~73년에 이루어진 미군 폭격에 의한 희생자 수 40만~80만 명, 크메르 루주 학살 희생자 10만~30만 명, 기아에 의한 사망자가 약 70만~80만 명 정도로 추산되어, 이를 모두 합쳐야 최대 약 200만 명 정도가 된다는 주장도 있다.

## 같이 보기
- 폴 포트
- 캄보디아
- 프놈펜